# 생물 안전도

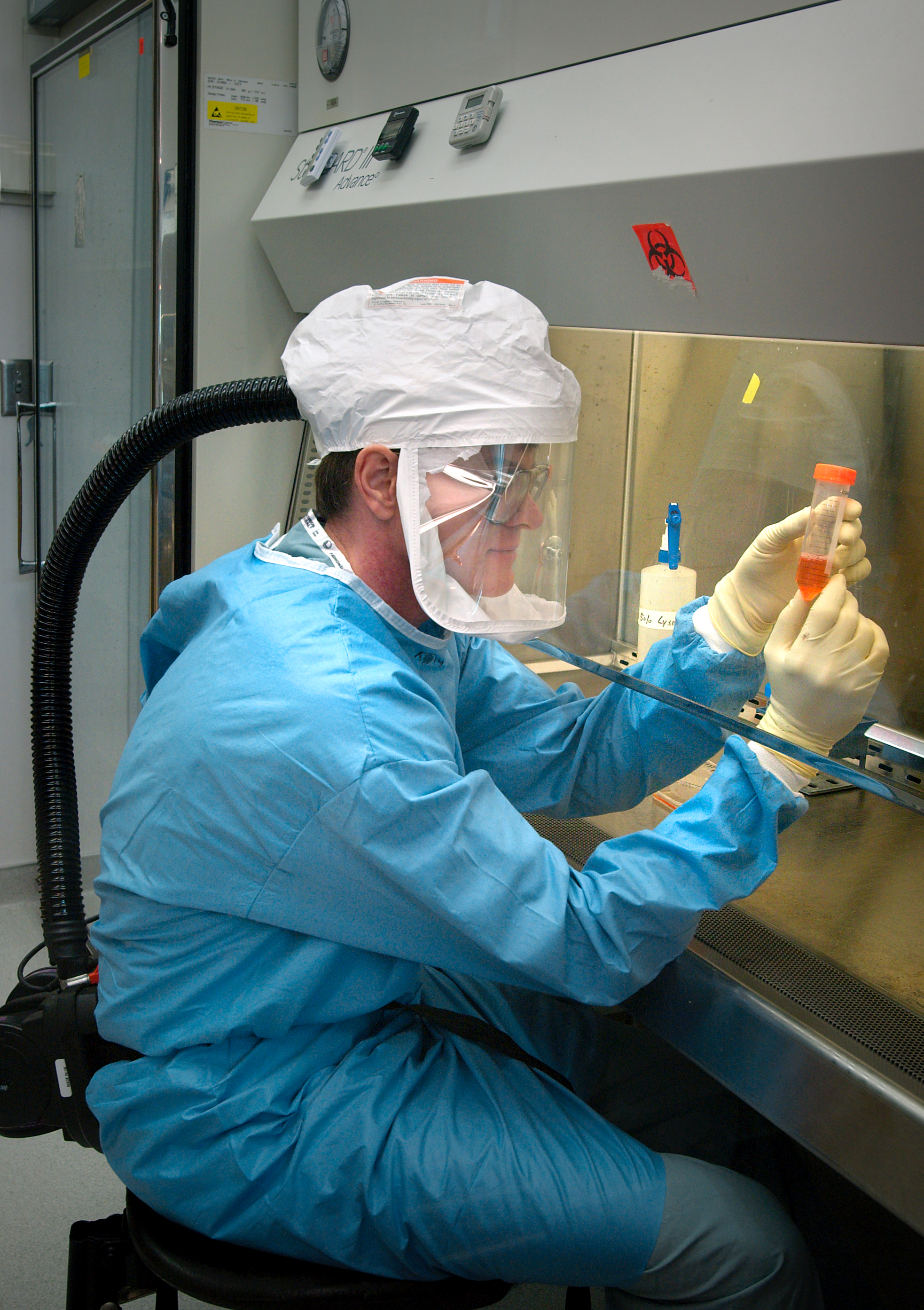
미국 BSL-3 실험실의 생물안전작업대에서 독감을 연구중이다.

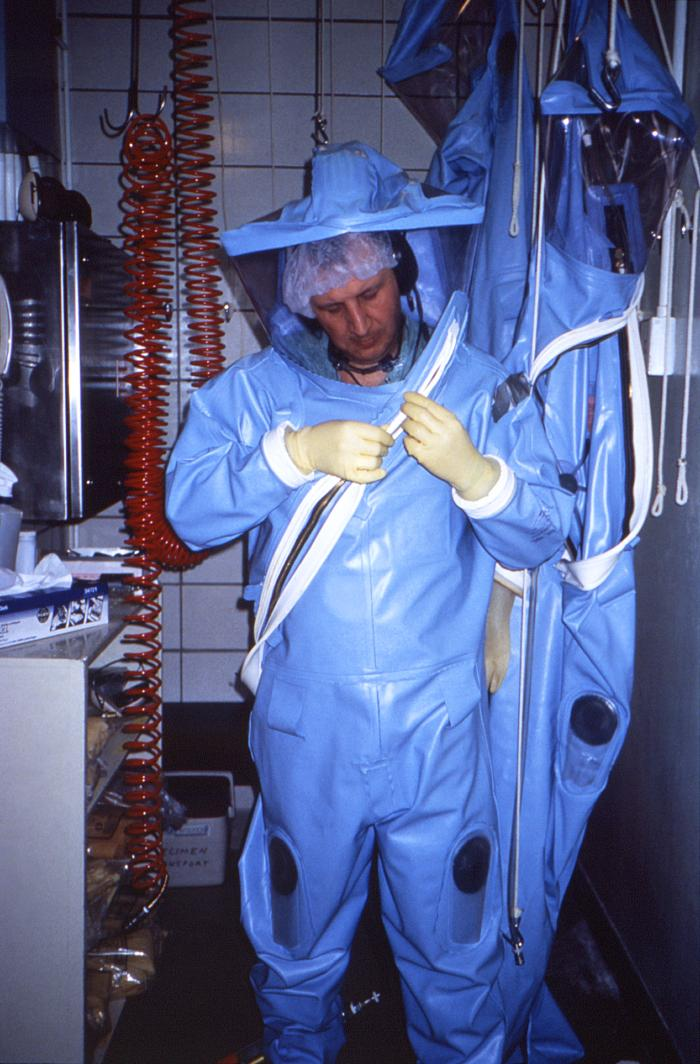
최고등급인 BSL-4 실험실은 우주복 같이 생긴 완전히 밀폐된 양압 실험복을 착용한다.

생물 안전도(Biosafety level)는 생물 오염의 주의 수준이다. 이 안전도는 총 4가지 레벨이 있다.

## 위기 그룹
- 그룹1: 사람이나 동물에 병을 일으킬 가능성이 매우 낮은 미생물.(비병원성 대장균 등)
- 그룹2: 사람이나 동물에 병을 일으키지만 증상이 경미하고 치료가 쉬운 미생물이 아님.
- 그룹3: 사람이나 동물에 병을 일으키지만 사람 대 사람의 전염이 희미하고, 치료가 쉬운 미생물.(Bacillus antracis, Brucella abortus, Brucella canis, Hantann virus, SARS-CoV, Avian influenza virus affecting human, Monkeypox virus, HIV type 1 and 2, Coccidioides immitis 등)
- 그룹4: 사람이나 동물에 매우 중대한 병을 일으키며 사람 대 사람의 직간접적인 감염을 전달하는 미생물.(Lassa virus, Ebola virus, Herpesvirus , Marburg Virus 등)

## 레벨
각 레벨은 위에서 언급된 위기 그룹의 번호와 대응한다. 1단계가 이미 격리가 필요 없다는 뜻이므로, 0단계는 없다.
- BSL-1 레벨1: 미생물 실험실에서 특별히 격리될 필요가 없다.
- BSL-2 레벨2: 허가된 인원만 입실이 가능하며 경고 표시가 필요하며 보호복을 착용해야 한다.
- BSL-3 레벨3: 완전 봉쇄가 필요하고 복도 출입이 제한되며 고성능 필터가 필요하다.
- BSL-4 레벨4: 샤워실이 필요하고 방호복이 없으면 입실할 수 없다. 모두 탈의하고 우주복 같이 생긴 양압 보호복을 입는다. 별도의 산소공급을 위한 공기튜브가 연결되어 있다. 에볼라바이러스, 마르부르크 바이러스, 라싸 바이러스, 천연두 등은 반드시 레벨4에서만 실험 가능하다.

## 생물위해성
생물위해성은 생명과학기술을 이용하여 만들어진 산물이 인체, 동물 및 환경 생태계에 미치는 위해성을 평가하고 이에 대한 관리대책을 마련하는 분야이다.

### 범위
- 위해성평가 기술(Risk assessment): 일반독성, 생식독성, 항원성, 발암성, 변이원성, 유전자체내이동, 알레르기성, 항생제내성, 병원성 등의 인체건강영향 평가를 포함
- 위해성관리 기술(Risk management): 위해성평가 결과와 함께 사회적, 경제적, 정치적 요인들을 고려한 종합적 평가와 위해의 최적 규제방안 도출
- 환경영향평가 기술(Environmental risk assessment): 비표적생물체에 대한 영향, 타 생물체로의 유전자 이동, 잡초화, 병원성 등의 환경생태계에 대한 위해성 평가를 포함
- 생물재해관리 기술(Biological disaster management): 환경 영향 평가 결과와 함께 사회적, 경제적, 정치적 요인들을 고려한 종합적 평가와 위해의 최적 규제방안 도출 및 전염성 등의 위해의 급속한 확산을 방지하는 비상 대책 도출 등

## BSL-2
- 연구원은 병원균을 다루는 훈련을 받아야 한다. 고등 훈련을 받은 과학자의 감독을 받아야 한다.
- 실험이 진행되는 동안 실험실 출입이 제한된다.
- 오염된 날카로운 물건들에 대한 매우 높은 주의가 필요하다.
- 감염성 에어로졸이나 물보라가 생길 수있는 특정 절차는 생물안전작업대(Biosafety Cabinet) 또는 기타 물리적 격리 장비에서 수행된다.

BSL-2 실험실은 중간 정도의 위험성을 지닌 병원균을 연구할 수 있다. ABC형 간염, HIV 바이러스, 대장균, 포도상구균, 살모넬라, 열대열말라리아원충, 톡소포자충 등이 해당한다.

## BSL-3
- 모든 실험실 직원에게는 의료 감시가 제공되며 우발적이거나 눈에 띄지 않는 감염의 위험을 줄이기 위해 관련 예방 접종 (가능한 경우)이 제공된다.
- 모든 절차는 생물안전작업대 안에서 이루어져야 한다.
- 견고한 보호복을 입어야만 한다. 보호복은 실험실 밖에서는 입을 수 없다. 사용한 보호복은 반드시 폐기처리되어야 한다.
- 실험실이 모든 안전 요구 사항을 준수하는 방법을 자세히 설명하는 실험실별 생물 안전 매뉴얼을 작성해야만 한다.

결핵균, SARS-CoV, 중동호흡기증후군 코로나바이러스, SARS-CoV-2, 리프트밸리열, 치쿤구니야열, 황열, 앵무새병 클라미디아, 베네주엘라 이콰인 뇌염 바이러스, 동부 말 뇌염, 큐열 바이러스, 리케차 리케치, 브루셀라, 웨스트나일열, 야토병균을 BSL-3 실험실에서 실험할 수 있다.

## BSL-4
생물안전 4등급인 BSL-4 실험실은 2014년 현재 전세계 21개국에 설치되어 있다. 원래는 미국 질병통제예방센터, 프랑스 파스퇴르 연구소, 소련 등 극소수 국가만 보유했었으나, 점차 확대되었다. 생물무기금지협약은 군사적 목적의 바이러스 보유, 생산, 수출입을 금지하나, 평화적 목적의 바이러스 보유, 생산, 수출입은 허용한다. BSL-4 실험실은 우주복 같은 완전 밀폐된 의복을 입는 실험실로서, 전세계의 모든 악성 바이러스를 실험할 수 있는 실험실이다. 공기튜브로 별도의 산소를 공급받는다. 모든 피부가 실험실 공기로부터 밀폐된다.

### 미국
미국 CDC의 BSL-4 실험실은 에볼라, 천연두 등 전세계의 모든 바이러스 샘플을 액체질소에 냉동해 BL4 실험실에 보관, 연구하고 있다. 세균배양을 하여 고농도의 바이러스를 냉동 보관하기 때문에, 한가지 바이러스만 유출되어도 미국이 사라질 정도라는 말도 있다. 대한민국, 일본에는 전세계의 '모든' 바이러스를 보관하여 연구하는 시설이 없다.
- 미국 육군 전염병연구소

### 대한민국
2014년 질병관리본부가 충북 청주시 오송읍에 BSL-3 실험실을 개소하였다. 현재 질병관리본부 BSL-3 실험실 보다 2009년 3월에 준공한 민간 한국파스퇴르연구소의 BSL-3 실험실이 100평으로, 가장 대형 실험실이다. 2013년 BSL-4 실험실 설치를 위한 39억원의 예산을 요구하였으나, 국회에서 통과되지 못했다. 하지만 2014년 에볼라 바이러스가 국제적으로 확산된 후 예산이 추가편성되어, 2017년 중반에 BSL-4 실험실이 설치되었다.
대한민국의 BSL-3 실험실 목록은 2016년 12월 30일 기준으로, 60개 실험실이 있고, 아래에 일부 목록이 있다.
- 질병관리청
- 한국화학연구원
- 한국파스퇴르연구소
- 충남대학교 수의과대학 : 2008년 7월 충남대 수의학과 서상희 교수(43)가 정부인증을 받았다. 2008년 10월 서상희 교수는 세계 4번째로 슈퍼독감 인체백신 개발에 성공했다. H5N1 참조.
- 건국대학교 의생명과학동 5층 : 2009년 2월 BL3 국내 5번째 정부인증, 건국대학교 수의학과는 황우석 박사와 관련되어 있다.

BSL-4 실험실 목록은 다음과 같다.
- 질병관리청

### 일본
일본에 BSL-4 실험실이 2곳 있으나, 국립감염병연구소만 4등급으로 운영되고 있다.

### 전 세계 BSL-4 실험실 목록
1. 대한민국 질병관리청,  대한민국, 2017년 완공됨
2. 국립 미생물 연구소,  캐나다
3. 호주 보건국 연구소,  오스트레일리아
4. 호주 수의학 연구소,  오스트레일리아
5. 퀸스랜드 대학교,  오스트레일리아
6. 국립 안보 연구소,  오스트레일리아
7. 로버트 코흐 연구소,  독일
8. 베른하르트 녹트 연구소,  독일
9. 프리드리히 뢰플러 연구소,  독일
10. 마르부르크 필립스 대학교,  독일
11. 폴로 대학교,  이탈리아
12. 질병통제본부 연구소,  이탈리아
13. 국립감염병연구소,  일본, 2015년 BSL-4로 운영
14. 이화학연구소,  일본, BSL-3로 운영중
15. 고위험 수의학 연구소,  인도
16. 분자 생물학 연구소,  인도
17. 미세 오염 연구소,  인도
18. 우한 바이러스 연구소,  중국
19. 타이완 국방부 연구소,  대만
20. 생물학 방어 센터,  체코
21. 루마니아 중앙 군병원,  루마니아
22. INCDMI 연구소,  루마니아
23. 러시아 국립 연구소,  러시아
24. 국립 미생물학 연구소,  벨라루스
25. 국립 미생물학 연구소,  캐나다
26. 남아프리카공화국 국립 연구소,  남아프리카 공화국
27. 파스퇴르 연구소,  프랑스
28. 가봉 연구소,  가봉, 프랑스 정부가 운영
29. 스웨덴 질병통제 연구소,  스웨덴
30. 네덜란드 국립 연구소,  네덜란드
31. 제네바 대학교 병원,  스위스
32. 슈피츠 연구소,  스위스
33. 국립 의학 연구소,  영국
34. 수의학 연구소,  영국
35. 국방연구소,  영국
36. 프란시스 크릭 연구소,  영국
37. 영국 보건국 연구소,  영국
38. 영국 보건국 연구소,  영국
39. 영국 보건국 연구소,  영국
40. 미국 육군 의학 연구소,  미국, 옛건물, 포트 데트릭
41. 미국 육군 전염병연구소,  미국, 신축건물, 포트 데트릭
42. 미국 보건원 연구소,  미국, 포트 데트릭
43. 텍사스 바이오메디컬 연구소,  미국
44. 갤브스톤 국립 연구소,  미국
45. 켄트 주립 대학교,  미국
46. 국립 생물학 방어 기구,  미국
47. 미국 질병통제예방센터,  미국
48. 조지아 주립 대학교,  미국
49. 국립생물학방위분석대응센터,  미국, 미국 국토안보부, 포트 데트릭
50. 쇼프 연구소,  미국
51. NEIDL 연구소,  미국
52. NIAID 연구소,  미국
53. 통합 연구 시설,  미국
54. 독립 연구소,  미국

### 코로나19
2020년, 중국 우한에서 확산한 신종 코로나바이러스가 연구소에서 빠져 나와 변이를 일으켰을 가능성이 제기됐다. 코로나19가 시작된 것으로 확인된 화난수산시장과 불과 20마일(약 32km) 거리에 세계 최고 레벨이며, 중국 유일의 최고 위험등급인 BSL-4 실험실이 우한 바이러스 연구소에 설치되어 있다. 2017년 개소 당시 BSL-3에 해당하는 프로젝트로 시작해 2018년에는 BSL-4로 등급이 높아졌다.

## 같이 보기
- 생물학적 위험
- 바이오안전성
- 안전공학